# Palavras Repetidas
"Palavras Repetidas" é uma canção do rapper brasileiro Gabriel o Pensador, lançada no álbum Cavaleiro Andante em 2005, tendo sido o único single retirado deste.
Nesta canção, Gabriel homenageia a banda brasileira Legião Urbana, usando o sample do refrão da canção "Pais e Filhos" ("é preciso amar as pessoas como se não houvesse amanhã"), enquanto o título foi retirado de um verso da canção "Quase Sem Querer".
O videoclipe da canção conquistou dois prémios no MTV Video Music Brasil em 2005, nas categorias de Melhor Videoclipe Pop e Melhor Fotografia.

## Créditos
- Voz: Gabriel o Pensador
- Guitarra lead (solo): Fernando Magalhães
- Programação, guitarra e baixo synth: Itaal Shur
- MPC programação: Dahoud Darien.

## Prêmios e indicações
| Ano  | Prêmio                 | Categoria                | Resultado | Ref.  |
| ---- | ---------------------- | ------------------------ | --------- | ----- |
| 2005 | MTV Video Music Brasil | Videoclipe de Pop        | Venceu    | [ 2 ] |
| 2005 | MTV Video Music Brasil | Fotografia em Videoclipe | Venceu    | [ 2 ] |

## Desempenho nas paradas
| País/Parada musical | Melhor Posição |
| ------------------- | -------------- |
| Brasil - Top 20     | 18             |